# Муйредах Болграх
Муйредах Болграх — (ірл. — Muiredach Bolgrach) — верховний король Ірландії (за середньовічною ірландською історичною традицією). Час правління: 674–670 до н. е. (згідно «Історії Ірландії» Джеффрі Кітінга) або 894–893 до н. е. (згідно хроніки Чотирьох Майстрів). Син Сіомона Брекка (ірл. — Siomón Brecc) — верховного короля Ірландії. Прийшов до влади вбивши попереднього верховного короля Ірландії — Дуї Фінна, що був вбивцею його батька (звичай кровної помсти). Правив Ірландією протягом чи то 13 місяців, чи то чотирьох чи то дев'яти років (в різних джерелах наводяться різні дати). Був вбитий сином Дуї Фінна — Енна Дергом (ірл. — Énna Derg). «Книга захоплень Ірландії» синхронізує його правління з часом правління царя Артаксеркса I (465–424 до н. е.) в Персії., що сумнівно.